# Disney's Magical Quest
Disney's Magical Quest starring Mickey Mouse, conocido en Japón como Mickey's Magical Adventure (ミッキーのマジカルアドベンチャー Mikī no Majikaru Adobenchā?) lit. "La aventura mágica de Mickey" es un videojuego de plataformas y acción de Disney publicado en 1992 para la Super Nintendo. Fue reeditado en 2002 para la Game Boy Advance. Es el primer episodio de la saga Disney's Magical Quest. El juego fue desarrollado y publicado por Capcom. Originalmente se había planeado un port para Mega Drive, pero fue cancelado.

## Trajes
Mago: Mickey viste un traje de color rojo y amarillo. Este traje permite a Mickey lanzar bolas mágicas de su dedo índice.
Bombero: Mickey viste un traje de bombero equipado con una manguera. Este traje permite a Mickey lanzar chorros de agua.
Escalador: Mickey viste un traje verde con un gancho. Este traje permite Mickey a agarrar objetos y plataformas desde lejos.
- Datos: Q2308693